# Tupã (kommun)
Tupã är en kommun i Brasilien.   Den ligger i delstaten São Paulo, i den södra delen av landet, 700 km söder om huvudstaden Brasília. Antalet invånare är 63 492.
Följande samhällen finns i Tupã:
- Tupã

Trakten runt Tupã består i huvudsak av gräsmarker. Runt Tupã är det ganska glesbefolkat, med 36 invånare per kvadratkilometer.